# Béroubouay
Béroubouay è un arrondissement del Benin situato nella città di Bembèrèkè (dipartimento di Borgou) con 14.099 abitanti (dato 2006).